# Spiral (песня)
«Spiral» — дебютный сингл драм-н-бейс-группы Pendulum, вышедший 10 июля 2003 года, когда она находилась в городе Перт. Публично сингл стал доступным 1 марта 2004 года на лейбле Uprising Records.

## Форматы и содержание
12" Грампластинка 

(LPO009; released 2003, промо)
A. «Spiral» — 6:28
AA. «Ulterior Motive» — 6:10
12" Виниловый сингл 

(RISE002; released 1 March 2004)
A. «Spiral» — 6:28
AA. «Ulterior Motive» — 6:10